# Казановичи
Казановичи (пол. Kazanowicz) — дворянский род.
Род Казановичей был внесён в VI часть дворянской родословной книги Могилёвской губернии.
Потомство Ивана Казановича, Стародубовского полкового писаря (1672).
- Казанович, Борис Ильич (1871—1943) — участник Белого движения во время гражданской войны, генерал-лейтенант.

## Описание герба
В серебряном щите червлёная зубчатая крепость, в её открытых воротах стоит воин в лазоревых латах, с лазоревым мечом и щитом.
Щит увенчан дворянским коронованным шлемом. Нашлемник: пять страусовых перьев, из коих среднее — лазоревое, второе и третье — серебряные, а крайние — червлёные. Намёт: червлёный с серебром. Герб рода Казановичей внесён в Часть 12 Общего гербовника дворянских родов Всероссийской империи, стр. 92.